# 堀江剛
堀江 剛（ほりえ つよし、1961年 - ）は、日本の哲学者。大阪大学文学研究科教授。

## 略歴
1986年慶應義塾大学文学部哲学専攻卒業。1997年ハイデルベルク大学大学院修士課程修了。2001年大阪大学大学院文学研究科（臨床哲学専攻）博士後期課程単位取得退学。2003年阪大より博士（文学）を取得。
神戸女学院大学非常勤講師などを経て、2003年科学技術振興機構特任研究員。2004年広島大学総合科学部助教授、2007年准教授、2011年教授。2016年大阪大学文学研究科教授。

## 著書

### 分担執筆
- （石崎嘉彦・石田三千雄・山内廣隆編）『知の21世紀的課題』（ナカニシヤ出版, 2001年）
- （村松茂美・小泉尚樹・長友敬一・嵯峨一郎編）『はじめて学ぶ西洋思想』（ミネルヴァ書房, 2005年）
- （川本隆史編）『ケアの社会倫理学』（有斐閣, 2005年）
- （青木孝夫・林光緒・平手友彦・坂田省吾・森本康彦編）『知の根源を問う』（培風館, 2008年）